# Hybosoridae

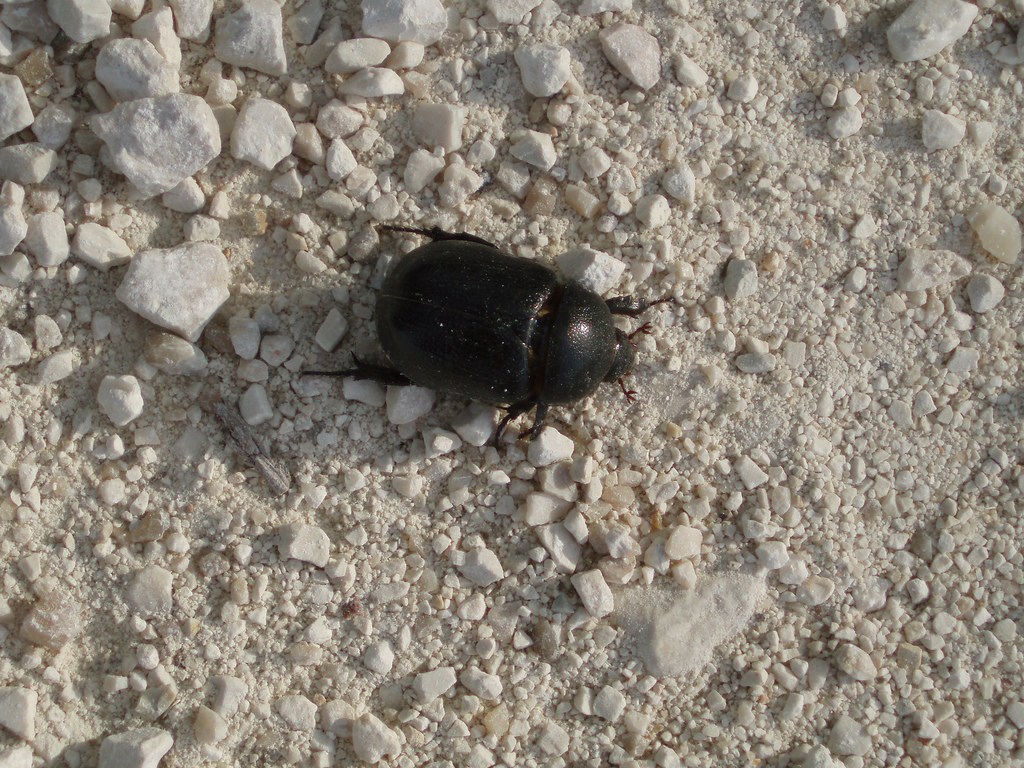
Hybosorus roei

Hybosoridae ist eine Familie der Käfer innerhalb der Überfamilie Scarabaeoidea. 

## Merkmale

### Käfer
Die Käfer haben eine Körperlänge von 5,0 bis 15,0 Millimeter. Ihr Körper ist oval, hellbraun bis schwarz und glänzend. Der Kopf ist nicht nach unten abgeknickt. Der vordere Rand des Epipharynx ist mittig gezähnt bis sägeförmig und hat einen Saum, der von spärlicher, feiner Behaarung über dichte feine Behaarung bis zu spärlicher kräftiger Behaarung reicht. Seitliche Kämme können ausgebildet sein. Die sklerotisierten Bereichen des Epipharynx (Tormae) sind einfach, doppelt oder fehlen. Bei einigen wenigen Arten wie Metachaetodus discus ist eine mittige Beborstung ausgebildet. Die Fühler sind zehngliedrig und haben eine dreigliedrige Keule, dessen erstes Glied becherförmig (cupuliform) ist und meistens die anderen beiden Glieder umschließt. Die Mandibeln haben eine sklerotisierte Basis und Spitze. Letztere ist in der Regel spitz zulaufend. Die Prostheca ist von klein über eine Reihe von Härchen bis zu einer haarigen Membrane ausgebildet. Bei der Gattung Hybosorus ist mesial ein deutlicher Haarbüschel ausgebildet. Der basale Teil der Maxille (Cardo) ist horizontal erweitert. Der laterale Stipes ist zurückgebildet und vom medianen Stipes getrennt. Letzterer ist mit dem wiederum miteinander verwachsenen Para- und Ventrostopes verwachsen. Die Galea besteht aus behaarten Lappen. Die Labial- und Maxillarpalpen sind viergliedrig, mit Ausnahme von der Gattung Chaetodus, bei der letztere dreigliedrig und der Gattung Anaides, bei der erstere dreigliedrig sind. Das Labium ist bei allen Arten mit dem Mentum und Prementum verwachsen. Die Flügelader 1Ax-FSc2 ist breit und sichelförmig. Die Tracheenöffnungen des Hinterleibs sind alle funktionsfähig. Das letzte Paar befindet sich am Tergit. Die männlichen Genitalien sind unterschiedlich ausgebildet und entweder symmetrisch oder asymmetrisch. Sie haben einen Sacculus und eine Genitalkapsel, die jedoch bei manchen Arten stark zurückgebildet sein kann. Die weiblichen Genitalien haben am neunten Tergit an der Mittellinie einen membranösen Bereich. Ihnen fehlen die Styli.

### Larven
Der Körper der Larven ist in einem breiten C gekrümmt. Die Thorax- und Hinterleibssegmente sind am Rücken in drei Falten untergliedert. Ocelli sind keine ausgebildet. Die Frontoclypealnaht ist vorhanden. Die Fühler sind viergliedrig, bei manchen Gattungen sind die letzten beiden Segmente jedoch verwachsen, sodass deren Fühler dreigliedrig erscheinen. Am letzten Fühlerglied befindet sich ein großer Sinnesfleck, der ungefähr die Hälfte des Segments umfasst. Beide Mandibeln haben dorsal einen rechtwinkelig liegenden Kiel. Galea und Lacinia sind deutlich getrennt. Auf den vorderen und mittleren Beinen besitzen die Larven Organe, mit denen sie Geräusche erzeugen können. Die hinteren Beine sind nicht verkürzt.

## Verbreitung
Die Familie ist weltweit verbreitet, hat ihren Verbreitungsschwerpunkt jedoch in den Tropen.

## Lebensweise
Die Imagines der meisten Arten sind nachtaktiv und werden durch Lichtquellen angelockt. Sie ernähren sich von zersetzendem Fleisch im frühen Stadium der Verwesung und von Dung. Von mehreren afrikanischen Arten ist bekannt, dass sie durch frisches Aas in großer Zahl angelockt werden. Hybosorus roei ernährt sich räuberisch und jagt kleine Insekten. Larven wurden in verrottendem Pflanzenmaterial oder in Erde gefunden. Sowohl sie, als auch die Imagines können durch Stridulation Geräusche erzeugen. Die Larven reiben dazu ihre Vorderbeine gegen den Vorderrand des Epipharynx, was innerhalb der Scarabaeoidea einzigartig ist.

## Taxonomie und Systematik
Die Familie umfasst mehr als 26 rezente und vier ausgestorbene Gattungen mit ungefähr 230 Arten. In der Neuen Welt kommen davon 16 Gattungen und mehr als 40 Arten vor.
Die Monophylie der Familie ist durch folgende zwei Autapomorphien begründet: Bei den Imagines ist die Flügelader 1Ax-FSc2 breit und sichelförmig und bei den Larven sind an den vorderen und mittleren Beinen Organe zur Geräuscherzeugung ausgebildet. Anhand der männlichen Genitalien und der Mundwerkzeuge zeigt sich, dass die Familie in eine neuweltliche und eine altweltliche Gruppe unterteilt werden kann. Es gibt jedoch auch einen Ansatz, die Unterfamilie Dynamopodinae, die von Beutel & Leschen (2005) der Familie der Blatthornkäfer (Scarabaeidae) zugerechnet wird, innerhalb der Hybosoridae zu stellen. Die Hybosoridae liegen verwandtschaftlich zwischen den Ochodaeidae und Ceratocanthidae oder den Erdkäfern (Trogidae) und den Ceratocanthidae. Dass die Familie eine Schwestergruppe mit den Ceratocanthidae bildet, wurde durch mehrere Arbeiten bestätigt.

## Belege